# Día Mundial de las Enfermedades Tropicales Desatendidas
El Día Mundial de las Enfermedades Tropicales Desatendidas es una jornada conmemorativa que se celebra anualmente el 30 de enero desde 2020, establecida por la Organización Mundial de la Salud el 31 de mayo de 2021.

## Proclamación
El Día Mundial de las Enfermedades Tropicales Desatendidas (ETD, en inglés: NTD ), fue proclamado inicialmente en un evento anunciado por Reem Al Hashimi, representante del gobierno de los Emiratos Árabes Unidos, el 19 de noviembre de 2019, durante el Foro Reach the Last Mile. Esta proclamación marcó el inicio de una jornada global para enfocar la atención en estas enfermedades.  Los Emiratos Árabes Unidos han sido reconocidos por su activa participación y financiamiento en programas internacionales de salud, con especial énfasis en erradicar enfermedades como la poliomielitis y diversas ETD.
Aunque la primera conmemoración de este día se llevó a cabo el 30 de enero de 2020, no  fue hasta el 31 de mayo de 2021 cuando la Organización Mundial de la Salud (OMS) oficializó esta fecha, mediante la decisión WHA74(18). Este reconocimiento formal por parte de la OMS subraya la importancia de este día en el marco de la salud pública internacional y fortalece el compromiso global para abordar las Enfermedades Tropicales Desatendidas.

## Celebración
El Día Mundial de las Enfermedades Tropicales Desatendidas, celebrado anualmente el 30 de enero,  conmemora el aniversario de la Declaración de Londres de 2012, un hito clave en la lucha contra estas enfermedades. Iniciado en 2020, este día simboliza un esfuerzo global renovado, coincidiendo con la OMS estableciendo nuevos objetivos hasta 2030. Se caracteriza por actividades de concienciación y eventos educativos, incluyendo campañas virtuales y la iluminación de monumentos.
En 2021, se intensificaron estas acciones tras su oficialización por la OMS. En 2022, se destacó por el anuncio de la Declaración de Kigali, un avance significativo en este compromiso global. Este día resalta la necesidad de mayor inversión y acción para erradicar las ETDs, enfatizando los progresos y desafíos en este ámbito.

## Temas
- 2022: Hacer realidad la equidad sanitaria para acabar con la postergación de las enfermedades relacionadas con la pobreza.[6]
- 2023: Actuemos ahora. Actuemos juntos. Invirtamos en la lucha contra las enfermedades tropicales desatendidas.[7]
- 2024: Unirse. Actuar. Eliminar.[8]